# ネプツノセン
ネプツノセン(Neptunocene)は、有機ネプツニウム化合物であり、ネプツニウム原子が2つのシクロオクタテトラエニド環(COT2-)に挟まれたサンドイッチ化合物である。固体状態では、暗い茶色から赤色であるが、わずかに溶解する有機塩素化合物に溶けると、黄色になる。空気反応性が非常に高い。化学式は、Np(C8H8)2。
有機ネプツニウム化合物として最初に合成されたもので、アクチノイドのメタロセンであるアクチノセンの一つである。

## 構造
ネプツノセンのサンドイッチ構造は、単結晶のX線結晶構造解析により決定された。シクロオクタテトラエニド環は、等価な8つの長さ1.385 AのC-C結合からなる平面状で、重なり形配座で平行に位置している。ネプツニウム原子からシクロオクタテトラエニド環の中心までの距離は1.909 Aで、ネプツニウム原子と個々の炭素原子の間の距離は2.630 Aである。
ネプツノセンは単斜晶系（空間群P21/n）と推定され、これはウラノセンやトロセンと同形だが、プルトノセンとは異なる。

## 合成と性質
ネプツノセンは、ジエチルエーテルまたはテトラヒドロフラン中での塩化ネプツニウム(IV)とシクロオクタテトラエニド二カリウムの反応により、1970年に初めて合成された。
NpCl4 + 2 K2(C8H8) → Np(C8H8)2 + 4 KCl
それ以来、この化合物の合成には、同じ反応条件が日常的に繰り返されてきた。
ウラノセン、ネプツノセン、プルトノセンの3つのアクチノセンは、ほぼ同じ化学的性質を持つ。これらは水か希塩基の存在下では反応しないが、空気反応性は非常に高く、急速に酸化物を形成する。ベンゼン、トルエン、四塩化炭素、クロロホルム等の芳香族化合物や有機塩素化合物の溶媒には、非常にわずかに溶ける（最大でも約10-3M）。